# Втора петилетка
Втората петилетка в Народна република България е била започната от 1953 г. до 1957 г. Това е било време на интензивен икономически и социален растеж, следван по модела на Съветската икономика. Целта е била да се постигне бързо икономическо развитие. Приета е на Шестия конгрес на БКП.
Планът е бил насочен към индустриализацията на страната, като основен акцент е била тежката промишленост, включително машинобронената промишленост, металургията, електроенергетиката и други.